# Callipodium
Callipodium is een geslacht van neteldieren uit de klasse van de Anthozoa (bloemdieren).

## Soorten
- Callipodium aureum Hickson, 1930
- Callipodium australe Verrill, 1876
- Callipodium pacificum Verrill, 1869
- Callipodium rubens Verrill, 1872